# Борстель (Дипхольц)
Борстель (нем. Borstel) — община в Германии, в земле Нижняя Саксония.
Входит в состав района Дипхольц. Подчиняется управлению Зиденбург. Население составляет 1351 человек (на 31 декабря 2010 года). Занимает площадь 27,15 км².
Коммуна подразделяется на 4 сельских округа.
| Год  | Население |
| ---- | --------- |
| 1990 | 1242      |
| 1995 | 1302      |
| 2000 | 1355      |
| 2005 | 1379      |
| 2010 | 1360      |